# Phaegoptera ochracea
Phaegoptera ochracea là một loài bướm đêm thuộc phân họ Arctiinae, họ Erebidae.